# Estadio Hugo Sánchez Márquez
El Estadio Hugo Sánchez Márquez es un estadio de usos múltiples ubicado en la ciudad de Cuautitlán Izcalli, en el Estado de México, México. Fue inaugurado en 2003 por el futbolista Hugo Sánchez.
Contando con una capacidad para albergar a 3.500 personas, es utilizado principalmente para partidos de fútbol y es el estadio local de los Huracanes Izcalli de la Liga Premier FMF Serie B, y del Club León de la Liga TDP.

## Historia
A partir de 2009, el recinto permaneció en desatención total de cualquier tipo de preservación. No fue sino hasta que sus afectaciones fueron más notables en 2014, cuando se realizó un evento musical llamado «IzcalliFest», luego del cual fue perjudicado por las festividades realizadas dentro de él. El mismo año se iniciaron obras de restauración para poder recuperarlo. En 2016, aunque ya mostraba daños desde 2009, la pista de tartán dentro del sitio certificada por la Federación Internacional de Atletismo, tuvo que ser remodelada debido al deterioro que presentó al ser estropeada por el paso de vehículos de carga pesada sobre ella durante el IzcalliFest. Su reestructuración costó alrededor de dos millones de pesos.
Debido a su cierre temporal por el confinamiento por la pandemia de COVID-19 en 2020, fue nuevamente abandonado, lo que propició al vandalismo y al desgaste de sus instalaciones. Un año después, en 2021, el Ayuntamiento de Cuautitlán Izcalli comenzó a rehabilitarlo y recuperarlo para poder continuar con su funcionalidad, invirtiendo más de treinta millones de pesos en su renovación.
Concluidas las obras de reparación, fue reabierto el 15 de octubre de 2022.